# George Braith
George Braith (* als George Braithwaite am  27. Juni 1939 in New York City) ist ein US-amerikanischer Jazz-Saxophonist (Alt-, Tenor- und Sopransaxophon und Stritch) des Soul Jazz.
George Braith, der Roland Kirks Idee folgte, zwei Hörner gleichzeitig zu spielen, erlangte kurze Aufmerksamkeit in der Jazzszene, als er Anfang der 1960er Jahre drei Alben für das Jazzlabel Blue Note Records aufnahm, Two Souls in One, Soul Stream und Extension, die inzwischen auf zwei CDs („The Complete Blue Note Sessions“) vorliegen. Beteiligt war u. a. der Gitarrist Grant Green, der Organist Billy Gardner und der Schlagzeuger Hugh Walker. Später arbeitete Braith noch mit John Patton zusammen, ansonsten arbeitete er als Manager eines Restaurants und Kreativitätszentrums Musart und dann, nach einem Europaaufenthalt, eines Jazzclubs. In den späteren Jahren schlug er sich in New York teilweise  als Straßenmusiker durch.
Braith hat eigene Instrumente, etwa eine Verkopplung eines Sopran- und Altsaxophons, erfunden. Richard Cook und Brian Morton bezeichnen Braiths Schallplattenwerk als eine engagierte Fußnote in der Blue Note-Diskographie.